# Timo Salonen
Timo Salonen, (Helsinki, Finlandia, 8 de octubre de 1951) es un piloto de rally finlandés, que ha participado en el Campeonato del Mundo de Rally entre 1974 y 2002. Ganó el título de pilotos en 1985 y obtuvo 11 victorias.
Debutó en el Mundial en el Rally de Finlandia de 1974, finalizando 22º, prueba que repitió en 1975 y 1976. En los años posteriores fue ampliando su participación en el calendario mundialista, hasta que en 1975 es fichado por el equipo Fiat 
y al año siguiente por el equipo Datsun, aunque alterna pruebas como privado.
En 1985, Salonen corrió con el equipo Peugeot Talbot Sport, gana 5 pruebas y sube al podio en ocho de once, de modo que se alzó con el título de pilotos, convirtiéndose así en el cuarto finlandés en conseguir el título.
Desde 1987 hasta 1990, Salonen fue piloto oficial de Mazda, aunque realizó un programa parcial para la marca japonesa. En 1991 y 1992 fue piloto de Mitsubishi, tras lo cual se retiró del campeonato.

## Resultados

### Resultados completos en WRC
| Año  | Equipo               | Automóvil              | 1       | 2       | 3       | 4       | 5       | 6       | 7       | 8       | 9       | 10    | 11      | Posi. | Puntos |
| ---- | -------------------- | ---------------------- | ------- | ------- | ------- | ------- | ------- | ------- | ------- | ------- | ------- | ----- | ------- | ----- | ------ |
| 1974 | Privado              | Mazda 1300             | FIN 22  |         |         |         |         |         |         |         |         |       |         | -     | 0      |
| 1975 | Privado              | Datsun Violet          | FIN 6   |         |         |         |         |         |         |         |         |       |         | -     | 0      |
| 1976 | Privado              | Datsun Violet          | FIN 6   |         |         |         |         |         |         |         |         |       |         | -     | 0      |
| 1977 | Privado              | Fiat 131 Abarth        | FIN 2   | CAN 1   | GBR Ret |         |         |         |         |         |         |       |         | -     | 0      |
| 1978 | Privado / Fiat       | Fiat 131 Abarth        | GBR Ret | FIN 2   | CAN Ret |         |         |         |         |         |         |       |         | -     | 0      |
| 1979 | Privado              | Datsun 160J            | GRE 2   | NZL DSQ | FIN 5   | CAN 2   | ITA Ret |         |         |         |         |       |         | 4º    | 50     |
| 1980 | Privado              | Datsun 160J            | SWE 7   | POR Ret | GRE 2   | FIN 6   | NZL 1   | ITA Ret | FRA Ret | GBR Ret |         |       |         | 7º    | 45     |
| 1981 | Privado              | Datsun Violet          | POR Ret | POR 4   | FRA Ret | GRE Ret | ARG Ret | FIN 4   | ITA 12  | CDM 1   |         |       |         | 6º    | 40     |
| 1981 | Privado              | Nissan Violet          |         |         |         |         |         |         |         |         | GBR Ret |       |         | 6º    | 40     |
| 1982 | Nissan / Privado     | Nissan Violet GTS      | POR Ret | POR DNS | GRE Ret | NZL 4   |         |         |         |         |         |       |         | 11º   | 20     |
| 1982 | Nissan / Privado     | Nissan Silvia          |         |         |         |         | FIN 4   |         |         |         |         |       |         | 11º   | 20     |
| 1982 | Nissan / Privado     | Nissan Violet          |         |         |         |         |         | FIN Ret |         |         |         |       |         | 11º   | 20     |
| 1983 | Nissan / Privado     | Nissan 240 RS          | MON 14  | POR Ret | SAF Ret | GRE Ret | NZL 2   | FIN 8   | GBR Ret |         |         |       |         | 13º   | 18     |
| 1984 | Nissan / Privado     | Nissan 240 RS          | MON 10  | SAF 7   | GRE 6   | NZL 4   | GBR 6   |         |         |         |         |       |         | 10º   | 27     |
| 1985 | Peugeot Talbot Sport | Peugeot 205 Turbo 16   | MON 3   | SWE 3   | POR 1   | SAF 7   | FRA Ret | GRE 1   | NZL 1   | ARG 1   | FIN 1   | ITA 2 | GBR Ret | 1º    | 143    |
| 1986 | Peugeot Talbot Sport | Peugeot 205 Turbo 16   | MON 2   | SWE Ret | POR Ret | FRA Ret | GRE Ret | NZL 5   | FIN 1   | GBR 1   |         |       |         | 3º    | 63     |
| 1987 | Mazda                | Mazda 323 4WD          | MON Ret | SWE 1   | POR Ret | FIN Ret |         |         |         |         |         |       |         | 14º   | 20     |
| 1988 | Mazda                | Mazda 323 4WD          | MON 5   | SWE Ret | GRE Ret | FIN 4   | GBR 2   |         |         |         |         |       |         | 5º    | 33     |
| 1989 | Mazda / Privado      | Mazda 323 4WD          | SWE 22  | MON Ret | FIN 2   | GBR 6   |         |         |         |         |         |       |         | 12º   | 21     |
| 1990 | Mazda                | Mazda 323 4WD          | MON 8   | POR Ret |         |         |         |         |         |         |         |       |         | 25º   | 9      |
| 1990 | Mazda                | Mazda 323 GT-X         |         |         | FIN 6   | GBR Ret |         |         |         |         |         |       |         | 25º   | 9      |
| 1991 | Mitsubishi           | Mitsubishi Galant VR-4 | MON 8   | SWE Ret | GRE Ret | FIN DSQ | AUS 5   | GBR 4   |         |         |         |       |         | 13º   | 21     |
| 1992 | Mitsubishi           | Mitsubishi Galant VR-4 | MON 6   | POR 5   |         |         |         |         |         |         |         |       |         | 20º   | 14     |
| 2002 | Privado              | Peugeot 206 WRC        | FIN 14  |         |         |         |         |         |         |         |         |       |         | -     | 0      |

### Rally Dakar
| Año     | Categoría | Vehículo | Copiloto       | Posición | Etapas |
| ------- | --------- | -------- | -------------- | -------- | ------ |
| 1993    | Coches    | Citroen  | Fred Gallagher | Ret.     | -      |
| 1995    | Coches    | Citroen  | Fred Gallagher | 5.º      | 1      |
| Fuente: |           |          |                |          |        |